# Daiana Negreanu
Daiana Negreanu (* 21. Juni 1988) ist eine ehemalige rumänische Tennisspielerin.

## Karriere
Negreanu gewann sieben Doppeltitel auf der ITF Women’s World Tennis Tour.

## Turniersiege

### Doppel
| Nr. | Datum             | Turnier          | Kategorie   | Belag     | Partnerin            | Finalgegnerinnen                       | Ergebnis          |
| --- | ----------------- | ---------------- | ----------- | --------- | -------------------- | -------------------------------------- | ----------------- |
| 1.  | 31. Oktober 2015  | Port El-Kantaoui | ITF $10.000 | Hartplatz | Kyra Shroff          | Mathilda Malm Mirabelle Njoze          | 6:2, 6:4          |
| 2.  | 13. Februar 2016  | Antalya          | ITF $10.000 | Sand      | Steffi Distelmans    | Josephine Boualem Li Yuenu             | 6:0, 6:2          |
| 3.  | 6. Mai 2016       | Győr             | ITF $10.000 | Sand      | Rebeka Stolmár       | Maryna Kolb Nadija Kolb                | 7:64, 6:0         |
| 4.  | 5. November 2016  | Casablanca       | ITF $10.000 | Sand      | Oana Georgeta Simion | Georgina García Pérez Julija Stamatowa | 5:7, 7:5, [12:10] |
| 5.  | 12. November 2016 | Casablanca       | ITF $10.000 | Sand      | Oana Georgeta Simion | Fatma Al-Nabhani Olga Parres Azcoitia  | 6:2, 6:1          |
| 6.  | 19. November 2016 | Rabat            | ITF $10.000 | Sand      | Cristina Adamescu    | Fatma Al-Nabhani Olga Parres Azcoitia  | 6:3, 1:6, [10:5]  |
| 7.  | 17. Dezember 2016 | Casablanca       | ITF $10.000 | Sand      | Jana Sisikowa        | Déborah Kerfs Ioana Loredana Roșca     | 6:4, 6:2          |